# Xylopia lastelliana
Xylopia lastelliana là loài thực vật có hoa thuộc họ Na. Loài này được Baill. miêu tả khoa học đầu tiên năm 1864.